# Гірська сільська рада (Сновський район)
Гірська́ сільська́ рада — адміністративно-територіальна одиниця та орган місцевого самоврядування у Сновському районі Чернігівської області. Адміністративний центр — село Гірськ.

## Загальні відомості
Гірська сільська рада утворена в 1919 році.
- Територія ради: 62,691 км²
- Населення ради: 759 осіб (станом на 2001 рік)

## Населені пункти
Сільській раді були підпорядковані населені пункти:
- с. Гірськ
- с. Липівка
- с. Хрінівка

## Склад ради
Рада складалася з 12 депутатів та голови.
- Голова ради: Динька Олена Олександрівна
- Секретар ради: Лісогор Тамара Петрівна

### Керівний склад попередніх скликань
| ПІБ                        | Основні відомості                                                               | Дата обрання | Дата звільнення |
| -------------------------- | ------------------------------------------------------------------------------- | ------------ | --------------- |
| Пищур Світлана Василівна   | Сільський голова, 1962 року народження, позапартійна                            | 26.03.2006   | 31.10.2010      |
| Динька Олена Олександрівна | Сільський голова, 1962 року народження, освіта середня спеціальна, позапартійна | 31.10.2010   |                 |

Примітка: таблиця складена за даними джерела

### Депутати
За результатами місцевих виборів 2010 року депутатами ради стали:

#### За суб'єктами висування
| Суб'єкт висування | Кількість обраних депутатів | %    |
| ----------------- | --------------------------- | ---- |
| Партія регіонів   | 7                           | 58,3 |
| Народна партія    | 5                           | 41,7 |

#### За округами
| № округу        | Прізвище, ім'я, по батькові    | Дата визнання обраним | Освіта  | Партійна приналежність | Відомості про обраного депутата           |
| --------------- | ------------------------------ | --------------------- | ------- | ---------------------- | ----------------------------------------- |
| Народна Партія  |                                |                       |         |                        |                                           |
| 1               | Білоус Олександр Миколайович   | 05.11.2010            | середня | член Народної партії   | Щорський райагролісгосп, лісник           |
| 2               | Бакуринський Микола Васильович | 05.11.2010            | вища    | член Народної партії   | Гірський дитячий садок, опалювач          |
| 3               | Брожко Василь Миколайович      | 05.11.2010            | середня | член Народної партії   | Щорський райагролісгосп, лісник           |
| 5               | Лісогор Тамара Петрівна        | 05.11.2010            | вища    | член Народної партії   | Гірська сільська рада, секретар           |
| 7               | Дорошенко Віктор Володимирович | 05.11.2010            | вища    | член Народної партії   | Щорський райагролісгосп, майстер          |
| Партія регіонів |                                |                       |         |                        |                                           |
| 4               | Ступич Тетяна Миколаївна       | 05.11.2010            | середня | позапартійна           | райспоживспілка, продавець                |
| 6               | Ткаченко Тетяна Іванівна       | 05.11.2010            | вища    | член Партії регіонів   | Гірський дитячий садок, завідувачка       |
| 8               | Вербицька Ірина Вікторівна     | 05.11.2010            | вища    | член Партії регіонів   | Гірська сільська рада, бухгалтер          |
| 9               | Кухаренко Людмила Миколаївна   | 05.11.2010            | вища    | позапартійна           | відділення завязку, листоноша             |
| 10              | Семак Лідія Миколаївна         | 05.11.2010            | вища    | позапартійна           | магазин, продавець                        |
| 11              | Веселова Оксана Олександрівна  | 05.11.2010            | середня | позапартійна           | фельдшерсько-акушерський пункт, санітарка |
| 12              | Кирикой Петро Якович           | 05.11.2010            | вища    | позапартійний          | ПСП «Стиль», директор                     |